# Test Breuscha-Pagana
Test Breuscha-Pagana (ang. Breusch–Pagan test) – test statystyczny służący do badania heteroskedastyczności rozkładu zakłóceń losowych modelu regresji liniowej. Założenie o homoskedastyczności rozkładu jest jednym z podstawowych założeń analizy regresji. Twórcami testu są Trevor Breusch oraz Adrian Pagan, którzy pomysł na nową procedurą statystyczną przedstawili w 1979 r. w artykule pt. A simple test for heteroscedasticity and random coefficient variation.